# Handley Page HP.111
Die Handley Page HP.111 war die geplante militärische Version eines Passagier- und Frachtflugzeugs des ebenfalls geplanten zivilen Passagierjets Handley Page HP.111C, der auf dem Bomber Handley Page Victor basierte.

## Geschichte
Die Handley Page HP.111 war ein militärisches Frachtflugzeug und die HP.111C eine geplante zivile Verkehrsflugzeugversion des britischen Bombers Handley Page Victor. Dies war eine Reaktion auf die Forderung des britischen Versorgungsministeriums von 1952 nach einem neuen Flugzeug, das sowohl für militärische als auch für zivile Langstreckeneinsätze geeignet war. Für den gleichen Auftrag waren auch zivile Modelle der V-Bomber Vickers Valiant und Avro Vulcan geplant. Die Vickers V-1000 gewann den Wettbewerb, aber letztendlich wurde keiner dieser Entwürfe vollendet.
Schon mit der Entwicklung des Bombers Handley Page Victor griff Handley Page die Idee einer auf der Victor basierenden Passagiermaschine mit der Bezeichnung HP.97 auf. Diese sollte zwei durchgehende Druckkörper übereinander haben, so dass der Rumpfquerschnitt eine einer 8 gleichende Form hatte. Im oberen Deck waren das Cockpit sowie ein durchgehender Passagierraum untergebracht. Durch eine Wendeltreppe sollte das Unterdeck erreichbar sein, in dem sich vor den Flügelwurzeln der Frachtraum befand. Im Unterdeck hinter den Flügelwurzeln befanden sich die Passagiertoiletten, Bordküche, Ruhesitze für Stewards, Garderobe und eine Lounge. Je nach Entwicklungsstand hatte das Projekt Tanks an den Flügelspitzen oder Tanks unter den Flügeln (wie der Bomber).
Mit der Forderung des britischen Versorgungsministeriums wurde der Entwurf der HP.97 überarbeitet und im Mai 1958 als HP.111 präsentiert. Der Rumpf war nun kreisförmig und hatte mit 4,70 m einen für die damalige Zeit ungewöhnlich großen Durchmesser. Der Truppentransporter sollte im ganzen Oberdeck und dem Unterdeck (hinter den Flügelwurzeln) mit Sitzen ausgestattet werden, die gegen die Flugrichtung angebracht waren. Das Unterdeck eignete sich auch für Frachttransport, wobei die Fracht durch ein Hecktor auch im Flug abgesetzt werden konnte. Einige Bilder der HP.111 zeigen zudem die HP.111 mit einer Luftbetankungssonde.
Die HP.111 wurde unter der Bezeichnung HP.111C auch für den zivilen Markt angeboten. Dafür war sie zum einen als Vollfrachter vorgesehen, zwar ohne Heckladerampe, aber dafür mit großen seitlichen Frachttoren im Oberdeck und dem hinteren Unterdeck. Zum anderen wurde die HP.111C auch als Passagiermaschine angeboten, nun jedoch nur noch mit dem Passagierraum im Oberdeck; das Unterdeck vor und hinter den Flügelwurzeln war als reiner Frachtraum ausgelegt. Um dem größeren Gewicht Rechnung zu tragen, wäre jedes der beiden Hauptfahrwerke mit einer weiteren, dritten Achse versehen worden. Damit hätte die HP.111V 12 Räder pro Hauptfahrwerk gehabt.
Gegenüber den amerikanischen Boeing 707 und Douglas DC-8 war die HP.111 komplizierter gebaut. Der Sichelflügel und das T-Leitwerk erforderten in Herstellung und Montage mehr Zeit. Zudem führte die Unterbringung der Triebwerke in den Flügelwurzeln dazu, dass äußere Zusatztanks an den Tragflächenenden angebracht werden mussten. Die Handley Page HP.111 wäre entweder mit Motoren des Typs Bristol Olympus oder Rolls-Royce Conway angetrieben worden. Vorbestellungen für die Handley Page HP.111 gingen jedoch nie ein. 1961 wurde das Projekt eingestellt. Auch das für die Produktion gewählte Konkurrenzmuster Vickers V-1000 wurde nie fertig gestellt und dessen zivile Variante Vickers VC7 auch nicht verwirklicht. BOAC selbst hatte größeres Interesse an der Boeing 707 als an den Zivilflugzeugprojekten der Britischen Industrie.

## Versionen
- HP.96 – Erster Vorschlag für einen auf der Viktor basierenden Truppentransporter[1]
- HP.97 – Erster Vorschlag für ein auf der Viktor basierendes ziviles Passagierflugzeug
- HP.111 – Militärischer Frachter und Truppentransporter
- HP.111C – Zivile Version der HP.111

## Technische Daten
| Kenngröße             | HP.97 (1953)               | HP.111 (1958) |
| --------------------- | -------------------------- | ------------- |
| Besatzung             | 3+4                        | 3+6           |
| Passagiere            | 94–172                     | 120–202       |
| Länge                 | 38,51 m                    | 41,80 m       |
| Spannweite            | 38,43 m                    | 39,50 m       |
| Höhe                  | 10,07 m                    | 10,07 m       |
| Flügelfläche          | 248 m²                     | 263 m²        |
| Flügelstreckung       | 5,95                       | 5,93          |
| Betriebsleermasse     | 49.800 kg                  | 51.200 kg     |
| Startmasse            | 97.200 kg                  | 109.000 kg    |
| Höchstgeschwindigkeit | 966 km/h                   | 970 km/h      |
| Reisegeschwindigkeit  | 870 km/h                   |               |
| Steiggeschwindigkeit  | 9,0 m/s                    |               |
| max. Reichweite       | 6.300 km                   | 9.200 km      |
| Triebwerke            | vier Rolls-Royce Conway 11 |               |
| Leistung              | 4 x 7.470 kp               | 4 x 4.824 kp  |
| Startstrecke          | 1.573 m                    | 2..460 m      |
| Landestrecke          | 1.298 m                    | 1.300 m       |